# Flaggen und Wappen der Bezirke Litauens

Kreuz des Vytis

Diese Liste zeigt die Flaggen und Wappen der ehemaligen Bezirke (Apskritys) Litauens, die seit 1994 bestehen.

## Gestaltung
Die Wappen hatten alle einen blauen Rand in zehn goldenen Doppelkreuzen, dem Kreuz des Vytis. Das Doppelkreuz nahm Władysław II. Jagiełło als angebliches Kreuz des Heiligen Ladislaus bei seiner Taufe im Jahre 1386 an. Die Flaggen waren entweder Wappenbanner oder trugen den Wappenschild auf weißem Grund, umrahmt vom blauen Rand mit den Kreuzen.

## Liste
| Lage | Wappen | Flagge | Bezirk             |
| ---- | ------ | ------ | ------------------ |
|      |        |        | Bezirk Alytus      |
|      |        |        | Bezirk Kaunas      |
|      |        |        | Bezirk Klaipėda    |
|      |        |        | Bezirk Marijampolė |
|      |        |        | Bezirk Panevėžys   |
|      |        |        | Bezirk Šiauliai    |
|      |        |        | Bezirk Tauragė     |
|      |        |        | Bezirk Telšiai     |
|      |        |        | Bezirk Utena       |
|      |        |        | Bezirk Vilnius     |

## Quelle
- Flags of the World - Lithuania - Subdivisions